# Kezib
Kezib (hébreu : כזיב Keziv, également Akhziv) est une localité biblique située dans la Shéphélah.

## Mentions bibliques
La ville est mentionnée pour la première fois dans le récit de Juda et Tamar, lors de la naissance de Chela (Genèse 38:5). Elle figure ensuite dans la liste des villes de la Shéphélah allouées à la tribu de Juda (Josué 15:42-44) ainsi que dans une prophétie annonçant la destruction de ces villes (Michée 1:14-15). Il a été avancé, sur base de 1 Chroniques 4:21-22 que la ville se trouvait dans une région industrielle au service des rois d’Israël.